# Conceição de Ipanema
Conceição de Ipanema is een gemeente in de Braziliaanse deelstaat Minas Gerais. De gemeente telt 4.549 inwoners (schatting 2009).

## Aangrenzende gemeenten
De gemeente grenst aan Chalé, Mutum, Ipanema, Santana do Manhuaçu, São José do Mantimento en Taparuba.